# Martin Ford
Martin Ford est un informaticien et écrivain américain.
Il écrit sur les effets sociaux du développement des technologies.

## Biographie
Martin Ford a étudié l'informatique à l'université du Michigan et l'administration des affaires à l'université de Californie à Los Angeles.
Ensuite, il travaille dans l'informatique et fonde une société de développement de logiciels dans la Silicon Valley.

## Publications
Livres
- Architects of Intelligence: The truth about AI from the people building it, Packt Publishing, 2018  (ISBN 9781789131512).
- Rise of the Robots: Technology and the Threat of a Jobless Future, Basic Books, 2015  (ISBN 9780465059997).
- The Lights in the Tunnel: Automation, Accelerating Technology and the Economy of the Future, Acculant Publishing, 2009  (ISBN 9781448659814).

Articles
- « Could Artificial Intelligence Create an Unemployment Crisis? », Communications of the ACM, juillet 2013, vol. 56, no 7, pages 37-39.
- « China’s Troubling Robot Revolution », The New York Times, 10 juin 2015.
- « Guess who's coming for your job », CNN, 10 novembre 2014.
- « What if there's no fix for high unemployment? », Fortune, 10 juin 2010.
- « Your Job In 2020 », Forbes, 8 avril 2010.
- « Dr. Watson: How IBM’s supercomputer could improve health care », The Washington Post, 16 septembre 2011.

## Distinctions
- 2015 : Financial Times and McKinsey Business Book of the Year Award (en).